# Chrono Crusade
A Chrono Crusade (クロノ クルセイド; Kurono Kuruszeido; Hepburn: Kurono Kuruseido; az első kiadás írásmódja szerint Chrno Crusade) japán mangasorozat, amelynek írója és rajzolója Morijama Daiszuke. A manga 1998 novembere és 2004 júniusa között futott a Kadokawa Shoten Gekkan Dragon Age magazinjában. Az egyes fejezeteket 8 tankóbon kötetbe gyűjtötték össze és a Kadokawa Shoten adta ki. A mangából első fejezetének megjelenése után néhány évvel egy 24 részes animesorozat is készült belőle, ami 2003 novembere és 2004 júniusa között futott a Fuji TV-n. A sorozatot a Gonzo stúdiójában készítették Kó Jú rendezésében. Észak-Amerikában az ADV Manga és az ADV Films jelentette meg a sorozatot.
Magyarországon a mangát a MangaFan adta ki 2009. május 16. és 2011. december 10. között, az animét pedig az Animax sugározta 2009. február 6. és 2009. április 24. között magyar szinkronnal, majd az AXN Sci-Fi is műsorára tűzte.
A sorozat cselekménye egy kitalált világban játszódik az Egyesült Államok 1920-as éveiben, ahol a titkos Magdaléna rend tagjai oltalmazzák a társadalmat az országszerte felbukkanó démonoktól. A sorozat két főhőse Rosette, a Magdaléna rend egyik ördögűzője, és Chrono, Rosette asszisztense a démonok ellen harcolnak miközben Rosette eltűnt testvére, Joshua után kutat.

## Cselekmény
1920-as években járunk a háború után Amerikában. A maffiák működése éppolyan természetes jelenség, mint a démonok megjelenése. Rosette Christopher nővér és partnere, Chrono eme démonok kiirtásával foglalkoznak a Magdaléna rend neve alatt. Különböző helyekre utazgatva végzik nem éppen mindennapi munkájukat. Egy nap Rosette különleges küldetést kap, miszerint egy apostol lányt kell megmentenie, a sátánimádó Ricardo Hendric-től. A lánynak speciális képessége van: Énekével közelebb tud kerülni Istenhez, s így felhasználni Isten erejének egy kis darabkáját. Ricardo folyamatosan hajtja a lányt, hogy minél előbb felébredjen benne az ereje. Egy baleset folytán a lány erejének valódi mivolta feltárul. Képes meggyógyítani az embereket, így kiderül, hogy a lány az Apostolok egyike. Az Apostolok Isten hírnökei, s mindegyiknek van sajátos képessége.
A Ricardo ügy lezárása után Azmaria védelmének érdekében ő is csatlakozik a rendhez. Ugyanis egy Aion nevezetű démon, aki Chrono ’bűntársa’ volt a múltban, az Apostolok begyűjtésével van elfoglalva, a Pandemonium (a Mennyből kitaszított angyal, más néven Lucifer, vagyis Pandemonium a ’pokol’) legyőzése érdekében, hogy a mennyből földet, és a földből mennyet készítsen. Útjuk során találkoznak az ékkőboszorkány Satella Harvenheittel, aki minden démon halálát kívánva eltűnt nővére, Florette Harvenheit után kutat, akit Aion magával vitt Satella családja lemészárlása után, majd később egy ’bábut’ készített a lányból, az emlékeit kitörölve, így lett a neve Fiore.
Telnek-múlnak a napok és a küldetések, míg egy nap elővetődik egy apró információ morzsája Rosette öccséről. Rosette valódi célja ugyanis az, hogy megtalálja az öccsét, Joshua Christophert, aki szintén Apostol, ezért Aion 4 évvel korábban elrabolt, viszont Joshua súlyos betegségben szenvedett, ezért erőt adott neki, méghozzá a Chrono erejét, a szarvait, melyeket még évszázadokkal ezelőtt tört le. Chrono ugyanis nem ember, hanem ő is egy démon, akire Rosette és Joshua talált rá Mária Magdaléna sírjánál, egy eldugott kriptában még gyerekkorukban. Egy múltbéli esemény során annak érdekében, hogy megmentsék Joshuát Aiontól, Chrono szövetségre lépett a lánnyal, s a szövetségük záloga lett a bizonyos zsebóra, amely egyre csak méri a hátra maradt időt, Rosette életéből.
Chrono igazi alakját akkor veszi fel, amikor Rosette feloldja a pecsétet. Mivel, hogy már Chrononak nincsen szarva (a démonok ebből merítik az erejüket, ha se szarva, se szövetségese nincs) akkor rövidesen meghal (ugyanis kifogynak az asztrális energiából), ezért az erejét Rosette lelkéből meríti. Ha egy démon szövetséget köt egy emberrel a démon elvesz az embertől valamit, a szövetségese életét így használhatja az erejét, képességeit egy darabig, ennek következménye, hogy az ember csak a töredékét éli le a neki megadott időből. Ez azt jelenti, hogy Rosette élete megrövidül minden egyes használatkor. Így indul el Rosette és Chrono története, melyben rengeteg akció és némi humor is található.

## A sorozat megszületése és az alkotói folyamat
Az ADV Manga egy interjújában Morijama Daiszuke elmondta észrevételeit a manga és az anime közötti különbségekről és hasonlóságokról, köztük a sorozat témájáról. Bár Chrono és Rosette kapcsolata és Rosette életideje lejárásának ötlete megegyezett a kettőben, Morijama úgy érezte, hogy anime és a manga ezt eltérő módon mutatta be. Míg az anime többet fókuszál az idő, sors és bizalom hármasára, addig a manga inkább Rosette egyedi ideológiájával foglalkozik és, hogy akarata hogyan képes megváltoztatni az aktuális helyzetet.
Az angol nyelvű változat készítésekor ügyeltek, arra, hogy a szleng szavak az 1920-as évekhez hűek legyenek. Rosette és Chrono szinkronhangjai (Hilary Haag és Greg Ayres) többször majdnem berekedtek a gyorsan változó hangjáték miatt, amit az anime megkövetelt.

## Médiamegjelenések

### Manga
A mangát Morijama Daiszuke írta és rajzolta. 59 fejezet (Act) került publikálásra a Kadokawa Shoten Gekkan Dragon Age mangamagazinjában 1998 novembere és 2004 júniusa között. Az egyes fejezeteket nyolc tankóbon kötetbe gyűjtötték össze, melyeket a Kadokawa Shoten adott ki 1999 decembere és 2004 szeptembere között.
A manga angol nyelvű kiadásának jogait az ADV Manga szerezte meg 2004-ben. A nyolc kötet kiadása mellett az ADV Manga NewType USA című anime- és mangamagazinjában is publikálta a sorozat egy részét. A mangát angol mellett francia, spanyol, olasz, német, magyar, dán és svéd nyelvre is lefordították.
Magyarországon a MangaFan jelentette meg mind a nyolc kötetet 2009. május 16. és 2011. december 10. között.
A Chrono Crusade megért egy újrakiadást, 2010 januárjától havonta két kötetet adtak ki. A kötetek teljesen új designt és borítót kaptak. Az új borítók sokkal egyszerűbb lettek, mindegyiken egy-egy szereplővel, rendre Rosette, Chrono, Satella, Azmaria, Aion, Mary, Fiore, míg az utolsón Joshua, Kate nővér és Remington tiszteletes látható. Javításra került az eredeti kiadáskor a címbe került „tipográfiai” hiba, a „Chrno” „Chrono”-ra módosult Morijama kérésének megfelelően. Japánban eredetileg „Chrno Crusade”-nek stilizálták a címet, hogy elkerüljék a Chrono Trigger és a Chrono Cross videojátékokkal való összekeverhetőséget. A logó is jelentős változtatáson esett át.

### Anime
A Chrono Crusade 24 részes animeadaptációját a Fuji TV vetítette 2003. november 23. és 2004. június 10. között. Az anime a Gonzo, a Kadokawa Video, a Fuji TV, a Happinet Pictures és a The Klock Worx gyártásában készült Kó Jú rendezésében. A forgatókönyvet Josimura Kijoko írta, a zenéjét Itó Maszumi szerezte Nanasze Hikaru álnév alatt. Észak-Amerikában elsőként az ADV Films licencelte és a Showtime Beyond csatorna vetítette 2006. február 17. és 2006. július 28. között az Egyesült Államokban. 2010. június 25-én a Funimation Entertainment a FuniCon 4.0 nevű online panelén közzétette a sorozatot három másik korábbi ADV sorozattal együtt. A SyFy 2011. február 22. és 2011. május 12. között vetítette a sorozatot, azonban ismeretlen okok miatt a 21. és 22. epizód nem került adásba.
Magyarországon az animét az Animax 2009. február 6. és 2009. április 24. között vetítette magyar szinkronnal, majd az AXN Sci-Fi is műsorára tűzte.

### Zenei albumok
Az Original Soundtrack, Volume 1 and 2 lemezeket Itó Maszumi komponálta Nanasze Hikaru álneve alatt.

### Light novel
Egy light novelt is kiadott a Kadokawa Shoten Chrono Crusade: Cubasza jo, are ga tamasii no akari da (クロノクルセイド: 翼よ、あれが魂の灯だ; Hepburn: Kurono Kuruseido: Tsubasa yo, are ga tamashii no akari da) címmel 2004. április 20-án. A regényt Hirosi Tominaga írta és Hirosi Mijazava illusztrálta és egy melléktörténetet beszél el, melyben Rosette és Chrono Saint Louisban történt különös események után nyomoznak.

## Fogadtatás
Az Anime-Planet kritikájában a Chrono Crusade történetvezetésben hasonlóságot vélt felfedezni a Full Metal Panic! és a Csajkommandó sorozatokkal. Dicsérte az animációt és a szereplők megjelenését, utóbbit „tradicionálisnak” nevezte. Dicsérte továbbá a főcím és a zárófőcím zenéjét és a japán szinkronszínészeket, azonban néhány az animébe beemelt elemet szükségtelennek érzett. Theron Martin, az Anime News Network kritikusa szerint az anime művésziessége és animációja erősen követi az átlagos szokásformát, így inkább a „veterán” animerajongókat köti le. Véleménye szerint a Chrono Crusade sosem merül feledésbe, mert egy mély és sokatmondó sorozat, de emellett szórakoztató, mélyreható és nem szenved hiányt lendületben. Serdar Yegulalp (anime.about.com) szerint nem kellett volna türelmetlennek lenni az animeadaptáció elkészítésével, mert az animesorozat ígéretes első fele után a befejezés több szempontból is teljesítetlennek érződik a mangával szemben.